# Cirrhoscyllium japonicum
Cirrhoscyllium japonicum Kamohara, 1943 è un pesce cartilagineo marino della famiglia Parascylliidae.

## Distribuzione e habitat
Descritta per la prima volta nel 1943 dall'ittiologo giapponese Toshiji Kamohara, l'olotipo riguardava un esemplare femmina proveniente da Mimase, esemplare rimasto distrutto nel corso della Seconda guerra mondiale. Membri della sua specie sono stati rinvenuti nell'Oceano Pacifico sudoccidentale, a profondità comprese tra 250 e 290 m, al largo delle più meridionali tra le isole dell'arcipelago giapponese, Shikoku e Kyūshū, fino all'isola di Yakushima e forse spingendosi ancora più a sud fino alle Ryūkyū.

## Descrizione
Gli esemplari maturi studiati arrivavano a una lunghezza tra i 48,5 cm nelle femmine, tra i circa 37 e i 40 cm tra i maschi, caratterizzati da barbigli sulla gola, comuni a tutti i membri della specie, che si ritiene agiscano come organo sensoriale tattile, rilevando movimenti o cambiamenti nel flusso d'acqua.

## Biologia
Pur senza averne prove dirette si suppone sia un oviparo, opinione basata sullo studio di un esemplare femmina dove erano presenti uova incapsulate.